# Ernsthausen (Weilmünster)
Ernsthausen ist ein Ortsteil der Gemeinde Weilmünster. Der Ort liegt im mittelhessischen Landkreis Limburg-Weilburg, nördlich von Frankfurt am Main und nahe Weilburg. Da Ernsthausen bis zur Schaffung des Landkreises Limburg-Weilburg im Juli 1974 im damaligen Oberlahnkreis lag, wurde es auch als Ernsthausen (Oberlahnkreis) bezeichnet.

## Geographie
Das im östlichen Hintertaunus und somit im Naturpark Taunus gelegene Ernsthausen wird von der Weil, einem Nebenfluss der Lahn, durchflossen.

## Geschichte

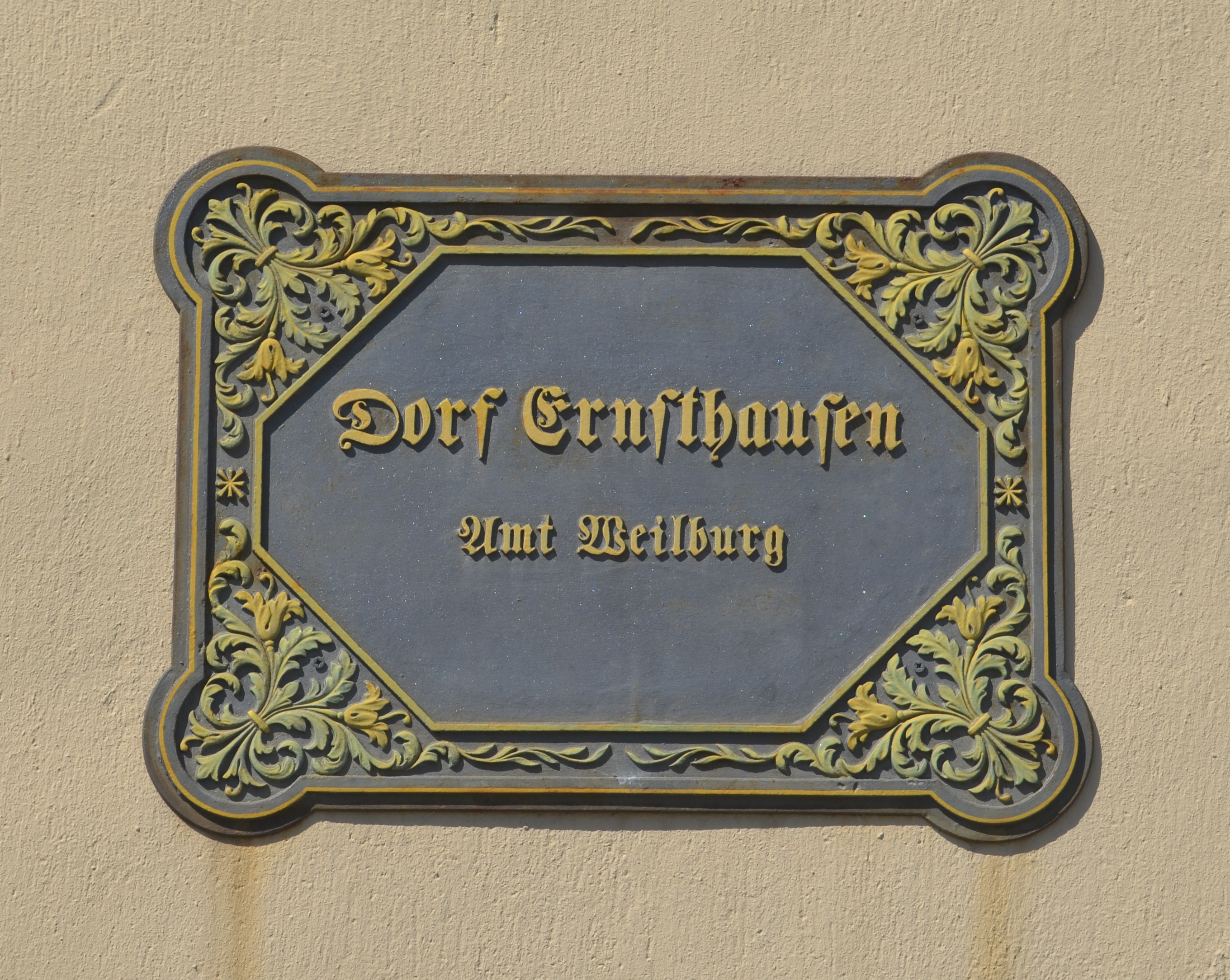
Gusseisernes Schild am Dorfgemeinschaftshaus aus dem Jahr 1835

### Ortsgeschichte
In erhaltenen Urkunden wurde Ernsthausen unter den folgenden Ortsnamen erwähnt (in Klammern das Jahr der Erwähnung): Ernistishusen (1308), Ernsthusen (1330), Erneshusen (1391) und Ernshusen (1540). Die älteste urkundlich bekannte Erwähnung stammt aus dem Jahre 1308. Man kann jedoch davon ausgehen, dass der Ort Ernsthausen schon einige Jahrhunderte früher bestanden hat. Der Überlieferung nach wurde das alte Ernsthausen zum Schutz vor den schweren Hochwassern der Weil im höhergelegenen Urschlag erbaut. Es ist nicht sicher, ob diese Siedlung durch einen Großbrand im Mittelalter oder durch Verwüstungen im Dreißigjährigen Krieg völlig zerstört wurde, so dass keine Spuren mehr von ihr übrigblieben. Der Ort wurde weiter flussabwärts wieder aufgebaut und dehnte sich auf beiden Seiten der Weil aus. Der Ortskern lag wahrscheinlich im Bereich der heutigen Brücke. Dort soll sich schon früher rechts der Weil ein einzelnes Gehöft befunden haben.
In den ersten Jahren gehörte Ernsthausen, wie das gesamte untere Weiltal, zur Grafschaft Diez, zur Zent Seiters und zum Dekanat Kirberg. Dann wurde die Grafschaft geteilt und Ernsthausen kam zur Grafschaft Diez-Weilburg und zu dem neuen grundherrlichen Gericht und späteren Amt Weilmünster. Nach einer Urkunde aus dem Jahre 1310 erhielt das Chorherrenstift St. Walpurgis in Weilburg das Recht, die Korngefälle (Steuern) von Ernsthausen zu beziehen. Bischof Ekkard von Worms belehnte im Jahre 1391 den Ritter Konrad von Essershausen mit dem Zehnten zu Ernsthausen. 1724 erwarb Graf Karl August von Nassau-Weilburg diese Rechte durch Kauf, so dass von nun an die Ernsthäuser nach Weilburg steuerpflichtig waren.
Im August 2008 feierte Ernsthausen sein 700-jähriges Bestehen mit einem historischen Markt. Dieser wurde von dem zu diesem Zweck gegründeten Verein Ernsthausen 2000 e. V. organisiert.

Hessische Gebietsreform (1970–1977)
Im Zuge der Gebietsreform in Hessen fusionierten zum 31. Dezember 1970 der bisherige Marktflecken Weilmünster im Oberlahnkreis mit den bis dahin selbstständigen Gemeinden Aulenhausen, Dietenhausen, Ernsthausen, Laimbach, Langenbach, Laubuseschbach, Lützendorf, Möttau, Rohnstadt und Wolfenhausen freiwillig zur neuen Großgemeinde Weilmünster. Essershausen kam am 31. Dezember 1971 hinzu. Für alle 12 ehemals eigenständigen Gemeinden wurden Ortsbezirke gebildet.

### Verwaltungsgeschichte im Überblick
Die folgende Liste zeigt die Staaten und Verwaltungseinheiten, denen Ernsthausen angehört(e):

- vor 1806 Heiliges Römisches Reich, Grafschaft/Fürstentum Nassau-Weilburg, Amt Weilmünster
- ab 1806: Herzogtum Nassau,[Anm. 2] Amt Weilmünster
- ab 1816: Herzogtum Nassau,[Anm. 3] Amt Weilburg
- ab 1849: Herzogtum Nassau, Kreisamt Hadamar[Anm. 4]
- ab 1854: Herzogtum Nassau, Amt Weilburg
- ab 1867: Königreich Preußen,[Anm. 5] Provinz Hessen-Nassau, Regierungsbezirk Wiesbaden, Oberlahnkreis[Anm. 6]
- ab 1871: Deutsches Reich, Königreich Preußen, Provinz Hessen-Nassau, Regierungsbezirk Wiesbaden, Oberlahnkreis
- ab 1918: Deutsches Reich, Freistaat Preußen, Provinz Hessen-Nassau, Regierungsbezirk Wiesbaden, Oberlahnkreis
- ab 1944: Deutsches Reich, Freistaat Preußen, Provinz Nassau, Oberlahnkreis
- ab 1945: Deutsches Reich, Amerikanische Besatzungszone,[Anm. 7] Groß-Hessen, Regierungsbezirk Wiesbaden, Oberlahnkreis
- ab 1946: Deutsches Reich, Amerikanische Besatzungszone, Hessen, Regierungsbezirk Wiesbaden, Oberlahnkreis
- ab 1949: Bundesrepublik Deutschland, Hessen, Regierungsbezirk Wiesbaden, Oberlahnkreis
- ab 1968: Bundesrepublik Deutschland, Hessen, Regierungsbezirk Darmstadt, Oberlahnkreis
- ab 1971: Bundesrepublik Deutschland, Hessen, Regierungsbezirk Darmstadt, Oberlahnkreis, Gemeinde Weilmünster
- ab 1974: Bundesrepublik Deutschland, Hessen, Regierungsbezirk Darmstadt, Landkreis Limburg-Weilburg, Gemeinde Weilmünster
- ab 1981: Bundesrepublik Deutschland, Hessen, Regierungsbezirk Gießen, Landkreis Limburg-Weilburg, Gemeinde Weilmünster

### Kirche

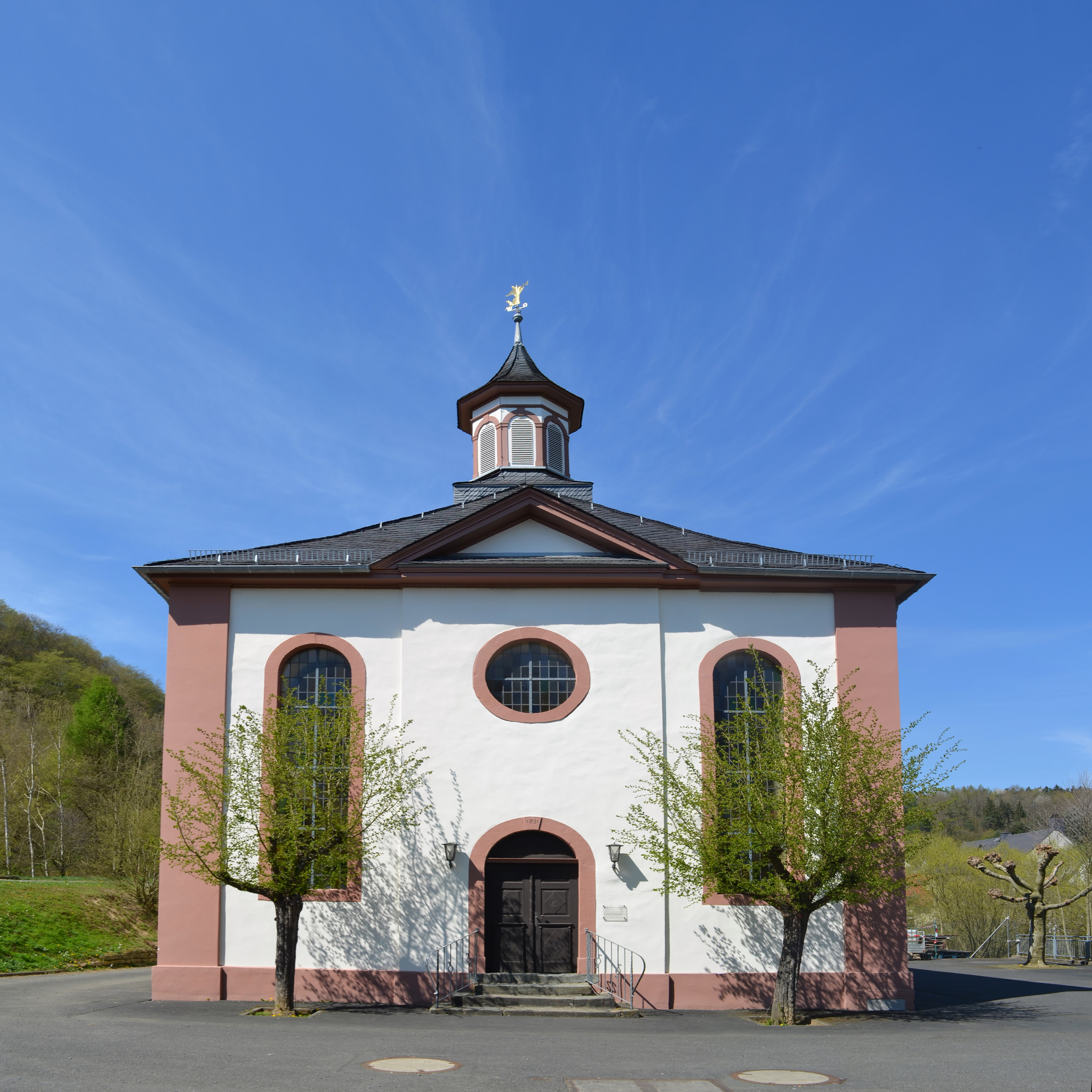
Kirche zu Ernsthausen

In den 20er Jahren des 19. Jahrhunderts brannte die 1766 erbaute Kirche aus und musste restlos abgerissen werden. Im Jahre 1832 wurde die neue Kirche eingeweiht.

### Schule
Um 1615 wurde in Ernsthausen eine Filialschule errichtet. Bis dahin besuchten die Ernsthäuser Kinder die Schule in Weilmünster.

### Wirtschaft
Kleinbauern mit Nebenerwerb
Wie in den Nachbargemeinden waren die Einwohner Ernsthausens meistens Kleinbauern. Da ihr Einkommen gering war, versuchten sie als Köhler oder als Eisenbauern, die bei der Eisengewinnung in Hand- oder Trethütten arbeiteten, ihr Einkommen zu verbessern. Bis zum Dreißigjährigen Krieg hatte Ernsthausen nur etwa 30 Haushaltungen.
Aufschwung im Bergbau
Ende des 17. Jahrhunderts, als der heimische Bergbau einen großen Aufschwung erlebte, stieg auch die Einwohnerzahl Ernsthausens. Im Amt Weilmünster nahm Ernsthausen nach und nach neben Weilmünster den wichtigsten Platz ein.
Ehemalige Bahnstrecke
Ernsthausen hatte früher einen Bahnhof an der Weiltalbahn. Die Bahnstrecke wurde 1889 erbaut und 1990 abgebaut, nachdem bereits 1969 der Personenverkehr eingestellt worden war und der Güterverkehr unrentabel wurde. Eine ins Auge gefasste Reaktivierung im Zusammenhang mit der Aufwertung der Bahnstrecke Grävenwiesbach-Bad Homburg Anfang der 1990er Jahre scheiterte. Heute verläuft auf Großteilen der abgebauten Bahnstrecke der Weiltalradweg.

## Bevölkerung

### Einwohnerstruktur 2011
Nach den Erhebungen des Zensus 2011 lebten am Stichtag dem 9. Mai 2011 in Ernsthausen 561 Einwohner. Darunter waren 12 (2,1 %) Ausländer. Nach dem Lebensalter waren 90 Einwohner unter 18 Jahren, 210 zwischen 18 und 49, 153 zwischen 50 und 64 und 105 Einwohner waren älter. Die Einwohner lebten in 246 Haushalten. Davon waren 69 Singlehaushalte, 72 Paare ohne Kinder und 75 Paare mit Kindern, sowie 30 Alleinerziehende und 3 Wohngemeinschaften. In 39 Haushalten lebten ausschließlich Senioren und in 165 Haushaltungen lebten keine Senioren.

### Einwohnerentwicklung
| • 1630: 33 Haushaltungen |

| Ernsthausen: Einwohnerzahlen von 1825 bis 2020 | Ernsthausen: Einwohnerzahlen von 1825 bis 2020 | Ernsthausen: Einwohnerzahlen von 1825 bis 2020 | Ernsthausen: Einwohnerzahlen von 1825 bis 2020 | Ernsthausen: Einwohnerzahlen von 1825 bis 2020 |
| --- | ---------------------------------------------- | ---------------------------------------------- | ---------------------------------------------- | ---------------------------------------------- |
| Jahr |                                                |                                                |                                                | Einwohner                                      |
| 1825 | 1825                                           |                                                | 356                                            | 356                                            |
| 1834 | 1834                                           |                                                | 416                                            | 416                                            |
| 1840 | 1840                                           |                                                | 432                                            | 432                                            |
| 1846 | 1846                                           |                                                | 426                                            | 426                                            |
| 1852 | 1852                                           |                                                | 444                                            | 444                                            |
| 1858 | 1858                                           |                                                | 444                                            | 444                                            |
| 1864 | 1864                                           |                                                | 439                                            | 439                                            |
| 1871 | 1871                                           |                                                | 450                                            | 450                                            |
| 1875 | 1875                                           |                                                | 434                                            | 434                                            |
| 1885 | 1885                                           |                                                | 487                                            | 487                                            |
| 1895 | 1895                                           |                                                | 500                                            | 500                                            |
| 1905 | 1905                                           |                                                | 493                                            | 493                                            |
| 1910 | 1910                                           |                                                | 489                                            | 489                                            |
| 1925 | 1925                                           |                                                | 490                                            | 490                                            |
| 1939 | 1939                                           |                                                | 485                                            | 485                                            |
| 1946 | 1946                                           |                                                | 688                                            | 688                                            |
| 1950 | 1950                                           |                                                | 713                                            | 713                                            |
| 1956 | 1956                                           |                                                | 639                                            | 639                                            |
| 1961 | 1961                                           |                                                | 629                                            | 629                                            |
| 1967 | 1967                                           |                                                | 628                                            | 628                                            |
| 1970 | 1970                                           |                                                | 603                                            | 603                                            |
| 1987 | 1987                                           |                                                | 592                                            | 592                                            |
| 1993 | 1993                                           |                                                | 683                                            | 683                                            |
| 1996 | 1996                                           |                                                | 651                                            | 651                                            |
| 2001 | 2001                                           |                                                | 652                                            | 652                                            |
| 2005 | 2005                                           |                                                | 634                                            | 634                                            |
| 2010 | 2010                                           |                                                | 603                                            | 603                                            |
| 2011 | 2011                                           |                                                | 561                                            | 561                                            |
| 2015 | 2015                                           |                                                | 570                                            | 570                                            |
| 2020 | 2020                                           |                                                | 571                                            | 571                                            |
| Datenquelle: Historisches Gemeindeverzeichnis für Hessen: Die Bevölkerung der Gemeinden 1834 bis 1967. Wiesbaden: Hessisches Statistisches Landesamt, 1968. Weitere Quellen: ; Zensus 2011 |                                                |                                                |                                                |                                                |

### Historische Religionszugehörigkeit
| • 1885: | 484 evangelische (= 99,38 %), 3 katholische (= 0,62 %) Einwohner    |
| • 1961: | 506 evangelische (= 80,45 %), 119 katholische (= 18,92 %) Einwohner |

## Politik
Für Ernsthausen besteht ein Ortsbezirk (Gebiete der ehemaligen Gemeinde Ernsthausen) mit Ortsbeirat und Ortsvorsteher nach der Hessischen Gemeindeordnung.
Der Ortsbeirat besteht aus fünf Mitgliedern. Bei den Kommunalwahlen in Hessen 2021 betrug die Wahlbeteiligung zum Ortsbeirat 57,33 %. Alle Kandidaten gehörten der CDU an. Der Ortsbeirat wählte Larissa Radu zur Ortsvorsteherin.

## Vereine
- Sportverein SG 1970 Weiltal
- Gesangverein Concordia Ernsthausen
- Freiwillige Feuerwehr Ernsthausen (gegründet 1924)
- Jugendfeuerwehr Ernsthausen in Gemeinschaft mit Jugendfeuerwehr Weilmünster (gegründet am 8. Juli 1990, Betrieb ruht ab 31. Dezember 2014)
- Landfrauenverein Ernsthausen
- VdK Ortsverein Ernsthausen
- Mofa-Club Ernsthausen
- Interessensgemeinschaft Ernsthausen (IG Ernsthausen)

## Einrichtungen und Freizeitmöglichkeiten

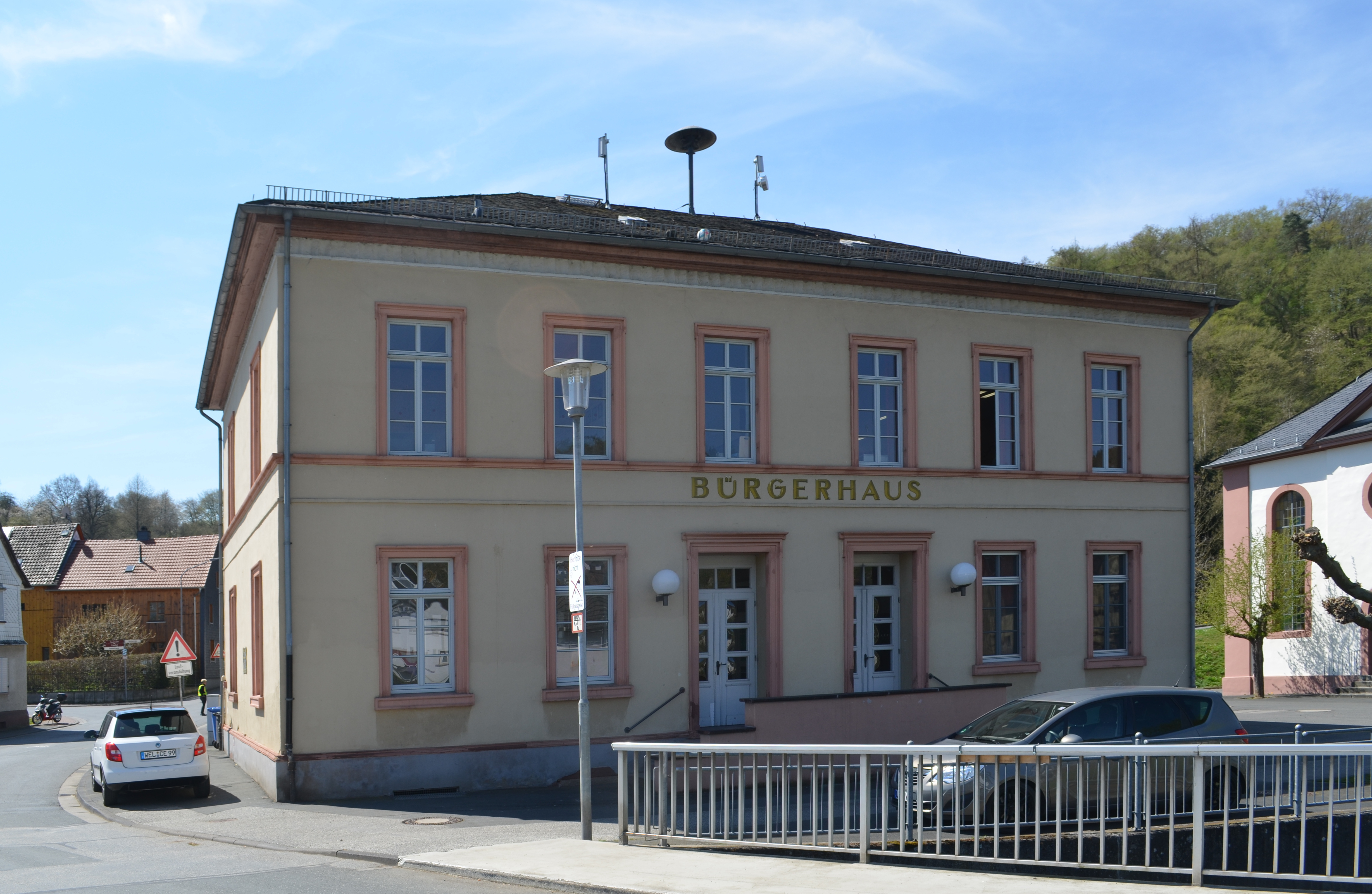
Dorfgemeinschaftshaus, früher Schule

- Seit dem Jahr 1924 sorgt die Freiwillige Feuerwehr Ernsthausen (ab 8. Juli 1990 mit Jugendfeuerwehr) für den abwehrenden Brandschutz und die allgemeine Hilfe in diesem Ort.
- Dorfgemeinschaftshaus
- evangelische Kirche
- Kindergarten „Auf der Weisburg“
- Sportplatz, betrieben durch die SG 1970 Weiltal am „Laimbacher Berg“
- Kinderspielplatz am „Laimbacher Berg“
- direkte Anbindung an den Weiltal Rad- und Wanderweg
- Kinderspielplatz am Bürgerhaus und Weiltalradweg seit 2017

## Persönlichkeiten
- Hugo Leibbrand, Gründer der im Jahre 1988 in der Rewe Group aufgegangenen HL-Märkte, deren Ursprung in Ernsthausen lag.